# Muntele Băișorii
Muntele Băișorii – wieś w Rumunii, w okręgu Kluż, w gminie Băișoara. W 2011 roku liczyła 266 mieszkańców.